# 김남기 (1958년)
김남기(金南基, 1958년 11월 17일 ~ )은 대한민국의 제9대 전라북도 장수군의원이었다.

## 학력
- 산서국민학교 졸업
- 산서중학교 졸업
- 전남과학대학교 사회복지과 졸업

## 경력
- 장수군 농민회장
- 산서초등학교 운영위원장
- 장수발전포럼 회장
- 산서주민자치위원
- 장수농협이사
- 사회복지사 2급 자격 취득
- 2022.07 ~ 2023.08 제9대 전라북도 장수군의회 의원
- 2022.07 ~ 2023.08 제9대 전라북도 장수군의회 전반기 산업건설위원회 위원
- 2022.07 ~ 2023.08 제9대 전라북도 장수군의회 전반기 행정복지위원회 위원
- 2022.07 ~ 2023.08 제9대 전라북도 장수군의회 전반기 윤리특별위원회 위원장
- 2022.07 ~ 2023.08 제9대 전라북도 장수군의회 전반기 예산결산특별위원회 위원

## 수상
- 김대중 총재 표창
- 노무현 대통령 당선자 감사장
- 전라북도지사 표창
- 농업협동조합 중앙회장 표창

## 공직선거법 위반
- 2022년 8월 5일 ‘공직선거법 위반 혐의’ 장수군의회 의원, 검찰 송치

## 역대 선거 결과
|  | 19.35% |

|  | 24.37% |